# آرتور گرین (بازیکن فوتبال، زاده ۱۸۸۵)
آرتور گرین (انگلیسی: Arthur Green؛ زادهٔ ۱۸۸۵) بازیکن فوتبال اهل بریتانیا است.
از باشگاه‌هایی که در آن بازی کرده‌است می‌توان به باشگاه فوتبال لینکولن سیتی، باشگاه فوتبال منزفیلد تاون، و باشگاه فوتبال بیرمنگام سیتی اشاره کرد.